# کورولیوف (شهر)
شهر کورولیوف (به روسی: Королёв) در کشور روسیه و در اوبلاست مسکو واقع شده‌است.